# منویل، نیوجرسی
منویل (به انگلیسی: Manville) شهری در ایالت نیوجرسی کشور ایالات متحده آمریکا است که جمعیت آن در سرشماری سال ۲۰۱۰ میلادی، ۱۰٬۳۴۴ نفر بوده‌است.